# 사회민주당 (1901년 일본)
사회민주당(일본어: 社会民主党 샤카이민슈토우[*])은 1901년 결성된 일본 최초의 사회주의 정당이다.
설립자는 카타야마 센, 아베 이소오, 키노시타 나오에, 코토쿠 슈스이, 카와카미 키요시, 니시카와 코지로 6인으로, 이 중 코토쿠를 제외한 나머지 다섯은 기독교도였다. 1901년 5월 18일 결성되어 당칙 제1조에 “아당은 사회주의를 실행하는 것을 목적으로 한다”는 문장을 내걸었다. 동시에 인류동포주의, 분비철폐, 계급제도 전폐, 토지와 자본의 공유, 교통시설의 공유, 공평한 재화 분배, 참정권의 평등, 교육의 공비 부담 이상 8개 항목으로 구성된 당이상(理想)과 28개 항목으로 구성된 당강령을 포함한 「사회민주당선언」을 발표, 『노동세계』를 비롯하여 『매일신문』, 『만조보』, 『호치신문』 등에 게재되었다.
19일 키노시타가 당간사로서 결성신고를 냈지만, 경찰은 20일 키노시타를 칸다 경찰서에 호출하여 “사회민주당은 안녕질서에 방해가 된다고 받아들여짐으로써 치안경찰법 제18조 2항에 의거 그 결사를 금지하는 뜻이 내무대신으로부터 전달되었다”는 경시총감 안라쿠 카네미치의 명령서를 전달했다. 선언서를 게재한 신문들은 발매 금지되었다. 이렇게 사회민주당은 창당 이틀만에 강제해산되었다.
카타야마 센은 아내의 출산이 겹쳐서 이 시기 당무에서 벗어나 있었는데, 이후 회고록에서 20일에 결성되어서 그날 당일 금지당했다고 잘못 썼다. 이 "2시간 만에 금지" 에피소드가 임팩트가 엄청나서 이후 오랫동안 믿어졌다. 사실 이틀만에 금지던 2시간만에 금지던, 내무성이 사회민주당의 금지 방침을 사전에 미리 정해놓고 있었고 관헌이 신고를 접수한 당일 금지한 것은 매한가지기 때문에 "당일 금지"라고 해도 과히 틀린 말은 아니다.
창립 멤버들은 이후 강령을 변경하여 사회평민당(社会平民党)을 만들었지만 이것도 금지되었다. 이후 그 운동은 사회주의협회 및 평민사로 계승되었다.

## 「사회민주당선언」의 팔대이상
1. 인종의 차별, 정치의 동이에 관계없이 인류는 모두 동포라는 주의를 확장할 것
2. 만국의 평화를 초래하기 위해서는 먼저 군비를 전폐할 것
3. 계급제도를 전폐할 것
4. 생산수단으로서 필요한 토지와 자본을 모조리 공유할 것
5. 철도, 선박, 운하, 교량 따위 교통수단은 공유될 것
6. 재산의 분배를 공평하게 할 것
7. 인민으로서 평등하게 정권을 얻게 될 것
8. 인민으로서 평등하게 교육을 받게 하기 위하여, 국가는 전체 교육의 비용을 부담해야 할 것[8]

## 같이 보기
- 일본사회당 (1906년)
- 사회민주당 (일본)